# Martinus Wilhelmus van der Aa
Martinus Wilhelmus van der Aa (Amsterdam, 15 maart 1831 – Amsterdam, 23 mei 1905) was een Nederlandse auteur en journalist. Voor zijn publicaties in boekvorm gebruikte hij het pseudoniem Henry van Meerbeke.
Hij kwam uit een koopmansfamilie en hij zou oorspronkelijk ook in de handel gaan. Daarom kreeg hij geen klassieke of academische opleiding, maar werkte enige tijd in een fabriek in Marseille. 
Hij was in 1857 medeoprichter van het katholieke tijdschrift De Toeschouwer. 
Van der Aa werd hoofdredacteur van het rooms-katholieke dagblad De Tijd en schreef onder andere: Waarnemingen en waarheden (Amsterdam, 1860), de brochure Nog iets over Klaasje Zevenster (Amsterdam, 1866) en drie politiek-letterkundige werken: het satyrische Zóó wordt men lid van de Tweede Kamer. Een Hollandsche verkiezingsroman (Amsterdam, 1869), Een ministeriëele crisis: politiek blijspel in drie bedrijven (Amsterdam, 1887) en Gevaar voor oorlog. Blijspel in vijf in bedrijven (Culemborg, 1891).
Hij werd bekend om zijn feuilletons in De Tijd onder de titel van Conterfeitsels en Schetsen uit de Onderwereld.
Hij was eveneens redacteur van het maandblad De Katholiek. Van der Aa schreef ook onder zijn eigen naam in de katholieke tijdschriften De Wachter en De Katholiek en vertaalde enkele Franse en Duitse werken. 